# 1114 w polityce
Wydarzenia polityczne w 1114 roku.

## Wydarzenia
- Henryk V Salicki ożenił się z Matyldą, córką króla Anglii Henryka I Beauclerca[1].
- Małżeństwo Alfonsa I Walecznego[2] i Urraki Kastylijskiej zostało unieważnione[3][4].
- Bolesław III Krzywousty wsparł zbrojnie Sobiesława walczącego z bratem Władysławem I; ten ostatni zrzekł się praw do trybutu ze Śląska[5][6].

## Zmarli
- 24 lutego Tomasz z Bayeux, arcybiskup Yorku[7].